# Ойцовский национальный парк
Ойцовский национальный парк (пол. Ojcowski Park Narodowy) — национальный парк на юге Польши. Расположен в Краковском повяте Малопольского воеводства, примерно в 16 км к северу от Кракова, на Краковско-Ченстоховской возвышенности.

## История
Был создан 14 января 1956 года. Штаб-квартира парка находится в деревне Ойцув, по названию которой он и получил своё название.
Это самый маленький парк Польши с площадью всего 21,46 км² из которых 15,28 км² занимают леса. Изначальная территория парка во время создания составляла всего 14,40 км². Регион характеризуется развитыми карстовыми процессами. Парк известен своими скальными образованиями. Одно из таких формирований, известное как «Булава Геркулеса», представляет собой колонну из известняка высотой 25 м. Кроме того, в Ойцовском парке имеется около 400 пещер.
Парк отличается также и большим биологическим разнообразием. Здесь обитают около 4600 видов насекомых, 35 видов птиц и 15 видов летучих мышей. Млекопитающие представлены обыкновенными бобрами, горностаями и барсуками.
В пещере Тёмной (Ciemna) учёными найдены фаланги пальцев неандертальского ребёнка. Их возраст — ок. 115 тыс. лет назад.
У жившей в 1641—1688 гг. 10-12-летней девочки, похороненной с двумя черепами зябликов во рту в пещере Туннель-Вельки (Tunel Wielki Cave), определили митохондриальную гаплогруппу J1c2.

## Достопримечательности
Памятники культуры Малопольского воеводства
- Часовня «На Воде».
- Замок «Пескова-Скала».

Другое
- Скала «Палица Геркулеса».